# Lars Petter Norrgren
Lars Petter Norrgren, född 16 mars 1860 i Hishults socken, Hallands län, död 21 maj 1934 i Harplinge församling, Hallands län
,  var en halländsk gåramålare och folkskollärare.
Lars Petter Norrgren var son till lantbrukaren Nils Örjansson. Han var verksam som folkskollärare i Harplinge, men en stor mångsysslare, till politiskt radikal och temperamentsfylld. Norrgren var initiativtagare till Harplinge handelsförening och Hallands Kooperativa stenhuggarförening och mycket aktiv i Hallands föreläsningsförening. Under lediga stunder ägnade han sig åt måleri, Norrgren var särskilt intresserad av arkitektur.